# Autoportret (miniatura Juliusza Kossaka)
Autoportret – miniatura autorstwa polskiego malarza, rysownika i ilustratora Juliusza Kossaka z 1850, znajdująca się w zbiorach Muzeum Narodowego w Warszawie. Niezwykłe jest to że autoportret Kossaka to fotografia, która następnie została pokryta gwaszem.

## Opis
W złoconej ośmiokątnej drewnianej ramie ozdobionej gałązkami liści laurowych znajduje się portret Juliusza Kossaka w młodym wieku, stojącego prawie na wprost, na tle ciemnozielonej kotary. Prawą rękę włożył do kieszeni, natomiast lewą, trzymającą papieros, oparł na czerwonej tece z rysunkami. Ubrany jest w czarny surdut i kamizelkę oraz szare spodnie.